# Família Bush

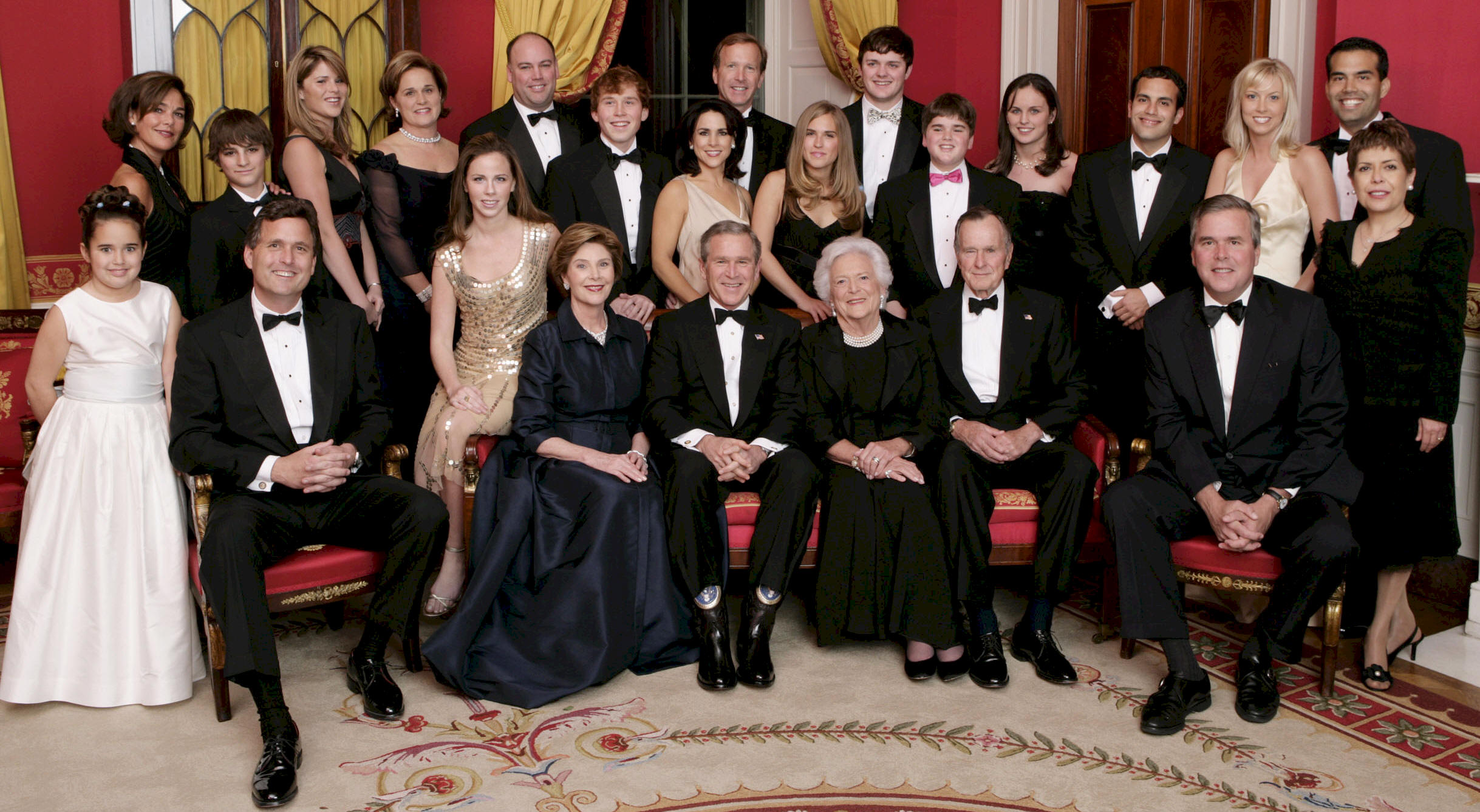
Família Bush.

Bush é nome de uma família estadunidense, composta por vários políticos:
- Prescott Bush (1895–1972), senador, sua esposa Dorothy Walker Bush (1901-1992), e seu filho:
  - George H. W. Bush (1924–2018), presidente dos Estados Unidos 1989–1993, a primeira-dama dos Estados Unidos Barbara Pierce Bush (1925-2018), e seus filhos:
    - George W. Bush,  presidente dos Estados Unidos 2001—2009, a primeira-dama Laura Welch Bush, e suas filhas:
      - Barbara e Jenna Bush

    - John Ellis ‘Jeb’ Bush,  Governador da Flórida 1999—2007, sua esposa Columba Bush, e seu filho:
      - George P. Bush

    - Marvin Bush, e sua esposa Margaret Conway Molster
    - Neil Bush, e sua filha:
      - Lauren Bush
      - Dorothy Bush Koch
- Outros filhos de Prescott Bush e Dorothy Walker Bush:
  - Jonathan Bush, e seu filho Billy Bush
  - Nancy Bush Ellis, e seu filho John Prescott Ellis
- James Smith Bush, avô de Prescott Bush, e Samuel P. Bush, pai de Prescott Bush

A família Bush é de ascendência principalmente inglesa, alemã e neerlandesa. A família Bush traça sua origem europeia até o século XVII, com Samuel Bush sendo seu primeiro ancestral nascido nos Estados Unidos, em 1647. De acordo com a Sociedade Colonial Sueca, a família Bush também tem ascendência sueca, remontando a dez gerações a um fazendeiro sueco chamado Måns Andersson, que migrou de Gothenburg para Nova Suécia (Delaware).